# 有声漫画
有声漫画，简称声漫，即有声音的漫画，是将传统漫画加入配音、背景音乐等的漫画作品。有些作品也会对原有的静态漫画进行简单的视频处理，使漫画中的人物、场景等展现简单的动态效果。

## 作品示例
- 《长歌行》[2]
- 《非人哉》[3]
- 《一条狗》[4]